# Піратська партія

Логотип піратських партій

Піратські партії — політичні партії, основною метою яких є реформування законодавства у сфері авторського права і патентів. Піратські партії відстоюють права на приватне життя, як в Інтернеті, так і в повсякденному житті, а також «прозорість» державного апарату.
Першою з піратських партій була шведська піратська партія (швед. Piratpartiet), заснована 1 січня 2006 року.
Головною організацією міжнародного руху піратських партій є Інтернаціонал Піратських Партій.

## Список піратських партій

Мапа Піратських партій
Офіційно зареєстрована піратська партія
Активна незареєстрована піратська партія
Створення обговорюється міжнародною ПП
Немає піратської партії

- Піратська партія Австрії
- Піратська партія (Бельгія)
- Піратська партія (Болгарія)
- Партія піратів Великої Британії
- Партія піратів (Данія)
- Піратська партія (Іспанія)
- Пірати Каталонії
- Піратська партія Люксембургу
- Піратська партія Нідерландів
- Піратська партія Німеччини
- Піратська партія (Фінляндія)
- Піратська партія (Франція)
- Партія піратів (Швеція)
- Чеська піратська партія
- Піратська партія Швейцарії
- Піратська партія Канади
- Піратська партія Непалу
- Піратська партія Естонії
- Піратська партія Італії
- Піратська партія США
- Піратська партія Австралії
- Піратська партія України
- Піратська партія Росії